# Визи
Визи — река в Мурманской области России. Протекает по территории Кандалакшского района. Соединяет озёра Ориярви и Визиярви.
Уклон реки — 1,47 м/км.
Длина реки составляет 4,5 км. Площадь бассейна 442 км².
Берёт начало в озере Ориярви на высоте 78,6 м над уровнем моря. Протекает по лесной, местами заболоченной местности. Порожиста. Впадает в Тумчаозеро на высоте 72,0 м над уровнем моря. Оба озера являются частью Иовского водохранилища. Населённых пунктов на реке нет.
Имеет левый приток, несущий воды озера Таймут.

## Данные водного реестра
По данным государственного водного реестра России относится к Баренцево-Беломорскому бассейновому округу, водохозяйственный участок реки — Ковда от Иовского гидроузла и до устья. Речной бассейн реки — бассейны рек Кольского полуострова и Карелии.
Код объекта в государственном водном реестре — 02020000612102000001173.